# Mali Žam
Mali Žam (en serbe cyrillique : Мали Жам ; en roumain : Jamu Mic ; en hongrois : Kiszsám) est un village de Serbie situé dans la province autonome de Voïvodine. Il fait partie de la municipalité de Vršac dans le district du Banat méridional. Au recensement de 2011, il comptait 275 habitants.

## Démographie

### Évolution historique de la population
| 1948 | 1953  | 1961 | 1971 | 1981 | 1991 | 2002 | 2011 |
| ---- | ----- | ---- | ---- | ---- | ---- | ---- | ---- |
| 999  | 1 034 | 880  | 698  | 565  | 499  | 379  | 275  |

|  |